# Petru Groza
Petru Groza (7. december 1884 – 7. januar 1958) var en rumænsk politiker, statsminister i 1945-52 og præsident i 1952-58.